# Хидроксил
Хидроксил в химията е съединение на кислороден атом с водороден атом с ковалентна химична връзка. Неутралната форма на тази група се нарича хидроксилна група. Хидроксилният анион (OH−) се нарича хидроксид; това е двуатомен йон с единичен отрицателен електричен заряд. В органичната химия хидроксилната група (–OH) се нарича функционална група, когато е част от по-голяма органична молекула.

## Хидроксилна група
Терминът хидроксилна група се използва за функционалната група –OH когато тя е заместител в органично съединение. Представителите на органични съединения, съдържащи хидроксилна група, са известни като алкохоли (най-простите от тях имат формула CnH2n+1–OH). Хидроксилните групи са много важни в биохимията поради изразената им тенденция да формират водородна връзка както като донори, така и като акцептори. Това им свойство е свързано и със способността им да увеличават хидрофилността и разтворимостта във вода. Хидроксилната група доминира при молекулите, известни като въглехидрати.

## Хидроксилен радикал
Хидроксилният радикал ·OH е неутралната форма на хидроксилния йон. Хидроксилните радикали са много реактивни и като следствие имат къс живот, но те играят значителна роля в радикалната химия.
Свободните хидроксилни радикали увреждат клетките, подлежащи на окисление и особено еритроцитите (червените кръвни телца). Те могат да увредят ДНК, липиди и протеини. Човешкото тяло произвежда ензима глюкоза-6-фосфат дехидрогеназа (G6PD), който разрушава OH-, преди да започне да нанася вреда на клетките. Хората, които страдат от недостиг на този ензим, са защитени от малария, защото плазмодият не може да оцелее в увредените кръвни клетки. От друга страна, рискът от жълтеница и бъбречни заболявания при тях е по-голям.

## Наблюдения на Луната
На 24 септември 2009 списание Science съобщава, че индийската лунна сонда Chandrayaan-1 и космическите апарати на NASA Касини-Хюйгенс и Дийп импакт са открили наличие на вода на Луната и по-точно на хидроксилни фрагменти. Според Ричард Кер "Със спектрометър е установено поглъщане в инфрачервената област, дължина на вълната 3.0 микрона, което може да се дължи единствено на вода или на хидроксил — свързан водород и кислород.".
На 13 ноември 2009 NASA съобщава, че сондата LCROSS е регистрирала ултравиолетов емисионен спектър, съответстващ на хидроксил.